# Rhynchostegium congruens
Rhynchostegium congruens là một loài rêu trong họ Brachytheciaceae. Loài này được Hampe Mitt. mô tả khoa học đầu tiên năm 1882.